# Ochrimiwka (Tschuhujiw)
Ochrimiwka (ukrainisch Охрімівка; russisch Охримовка Ochrimowka) ist ein Dorf in der Ukraine, am linken Ufer des Flusses Wowtscha, in der Stadtgemeinde Wowtschansk, Rajon Tschuhujiw, Oblast Charkiw. Nördlich des Ortes verläuft die Grenze zu Russland (Oblast Belgorod, Schebekinski rajon), im Ort leben etwa 10 Einwohner.

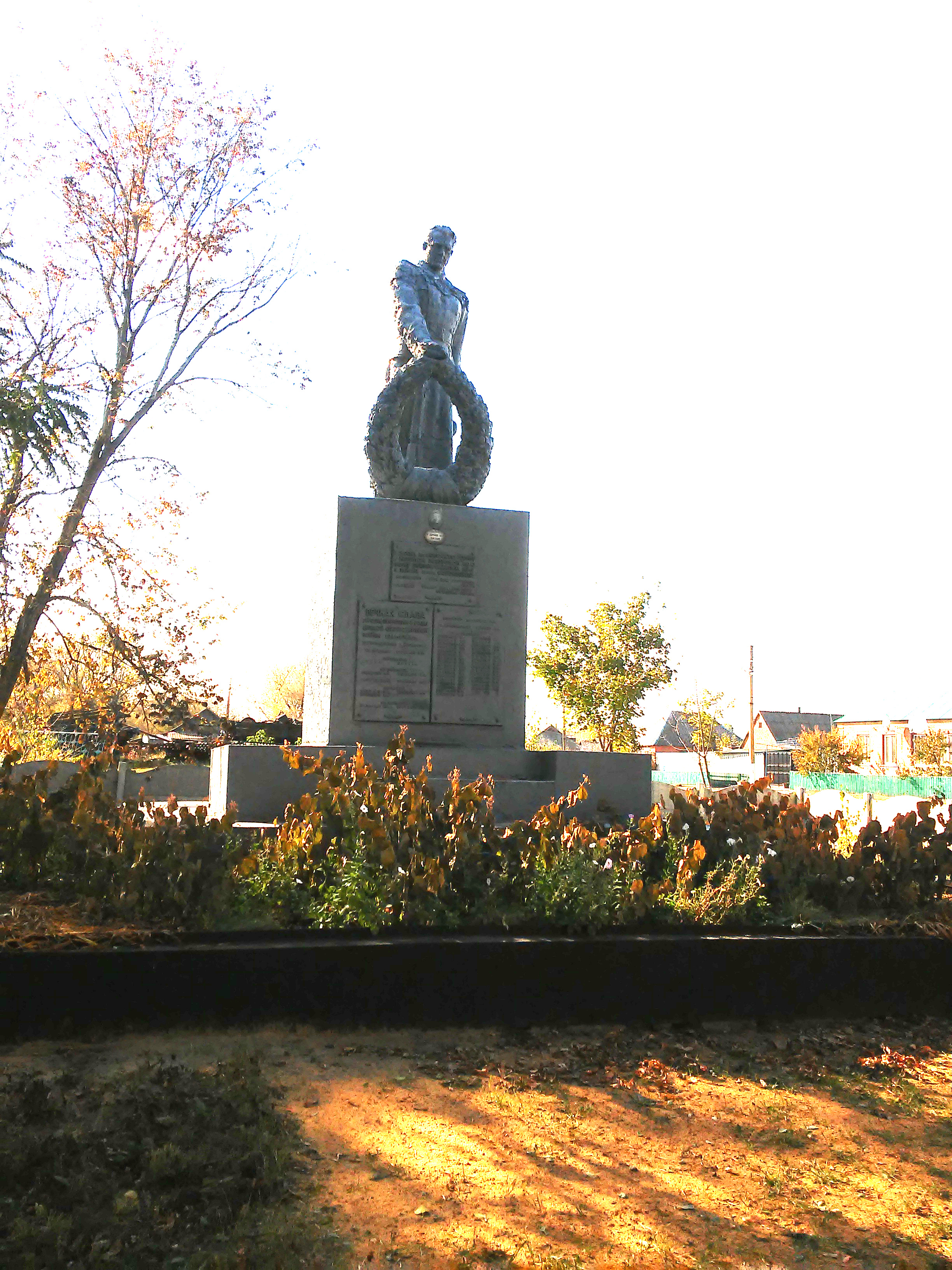
Denkmal im Ort

## Geschichte
Die Siedlung wurde im Jahre 1674 gegründet. Nach den Daten von 1864 lebten in der Siedlung 1334 Menschen (659 Männer und 675 Frauen), es gab 72 Bauernhöfe und eine orthodoxe Kirche. Bis 1914 stieg die Einwohnerzahl auf 3502. Das Dorf litt unter dem Holodomor in den Jahren 1932–1933.
Am 12. Juni 2020 wurde das Dorf ein Teil der neu gegründeten Stadtgemeinde Wowtschansk; bis dahin bildete es zusammen mit den Dörfern Mala Wowtscha (Мала Вовча), Rybalkyne (Рибалкине) und Tschajkiwka (Чайківка) die gleichnamige Landratsgemeinde Ochrimiwka (Охрімівська сільська рада/Ochrimiwska silska rada) im Nordosten des Rajons Wowtschansk.
Am 17. Juli 2020 wurde der Ort ein Teil des Rajons Tschuhujiw.
Im Verlauf des Ukrainekrieges wurde der Ort im Februar 2022 durch russische Truppen besetzt, im Zuge der Ukrainischen Gegenoffensive in der Ostukraine kam der Ort am 11. September 2022 wieder unter ukrainische Kontrolle.

## Wirtschaft
Im Dorf gibt es Milch- und Schweinefarmen, Maschinen- und Traktorenwerkstätten.

## Sehenswürdigkeiten
Botanisches Reservat „Wowtschanski“ von nationaler Bedeutung. Seltene Kreide- und Steppen-Pflanzengemeinschaften am rechten Ufer des Flusses Wowtscha, ein in der Ukraine einzigartiges Gebiet mit einem Relikt einer endemischen und vom Aussterben bedrohten Strauchart – der Sofioter Wolfsbeere.